# استبان گوتیرز
استبان گوتیرز (اسپانیایی: Esteban Gutiérrez‎؛ زادهٔ ۵ اوت ۱۹۹۱) اتومبیل‌ران فرمول ۱ اهل مکزیک است، وی در سال‌های ۲۰۱۳، ۲۰۱۴ و ۲۰۱۶ در مسابقات فرمول یک شرکت کرده‌است.